# Quinte
Quinte är en äppelsort med ursprung i Kanada. Äpplet skapades genom en korsning av Crimson Beauty och Röd Melba utsläppt år 1964.. Äpplet ger låg avkastning och förekommer därför inte i yrkesodling. Äpplets skal är av en mestadels ljusröd färg, och köttet är vitt, och har en lätt syrlig smak. Äpplet har även en konsistens som närmast är sorbetliknande. Äpplets träd kan drabbas av mjöldagg. Blomningen på detta äpple är tidig, och äpplet pollineras av bland andra Discovery, Katja, Summerred och Transparente Blanche. I Sverige odlas Quinte gynnsammast i zon I-III och IV.